# Karl Trojer
Karl Trojer (ur. 27 lutego 1957 r.) – włoski narciarz alpejski. Nie startował na żadnych igrzyskach olimpijskich ani mistrzostwach świata. Najlepsze wyniki w Pucharze Świata osiągnął w sezonie 1978/1979, kiedy to zajął 43. miejsce w klasyfikacji generalnej.

## Sukcesy

### Puchar Świata

#### Miejsca w klasyfikacji generalnej
- 1978/1979 – 43.
- 1979/1980 – 65.

#### Miejsca na podium
1. Crans-Montana – 9 stycznia 1979 (slalom) – 3. miejsce